# Val Corsaglia
La Valle Corsaglia è una valle situata nella Provincia di Cuneo. La  valle è attraversata dall'omonimo torrente Corsaglia, un affluente del Tanaro.

## Caratteristiche
La valle confina a est con la Val Casotto, a ovest con le valli Maudagna ed Ellero. La Val Corsaglia, amministrata dai comuni di Roburent, Montaldo di Mondovì e Frabosa Soprana, ha un'estensione di circa 7 km di lunghezza. Corsaglia, Fontane, Pra di Roburent e Bossea, con le sue note grotte, sono i paesi principali della valle. Alla testata della valle si trovano il piccolo Lago Revelli e il Bivacco Franco Cavarero, dedicato a un alpinista monregalese deceduto nel 1963 presso il Mondolè.

## Amministrazione
La vallata faceva parte della ex Comunità montana Valli Monregalesi, confluita nella nuova Comunità montana Alto Tanaro Cebano Monregalese, a sua volta soppressa, insieme alle altre comunità montane del Piemonte, con la Legge regionale 28 settembre 2012, n. 11.